# ロシア文学者
ロシア文学者（ロシアぶんがくしゃ）とは、ロシア文学を専攻する研究者である。

## 一覧
あ
- 芦川進一
- 井桁貞義
- 池田健太郎
- 岩田宏
- 浦雅春
- 江川卓
- 大原恒一
- 小野理子

か
- 貝澤哉
- 川端香男里
- 北垣信行
- 木村彰一
- 木村浩
- 桑野隆
- 工藤精一郎
- 越野剛
- 小沼文彦

さ
- 神西清
- 鈴木淳一 (ロシア文学者)

た
- 津久井定雄

な
- 中村白葉
- 中村融
- 沼野充義
- 沼野恭子
- 昇曙夢

は
- 長谷川濬
- 原久一郎
- 原卓也
- 藤沼貴
- 船木裕
- 法橋和彦
- 堀江新二

ま
- 松下裕
- 水野忠夫
- 望月哲男
- 毛利公美

や
- 安岡治子
- 米川正夫

ら・わ
- 和田あき子